# Тасмолинська культура

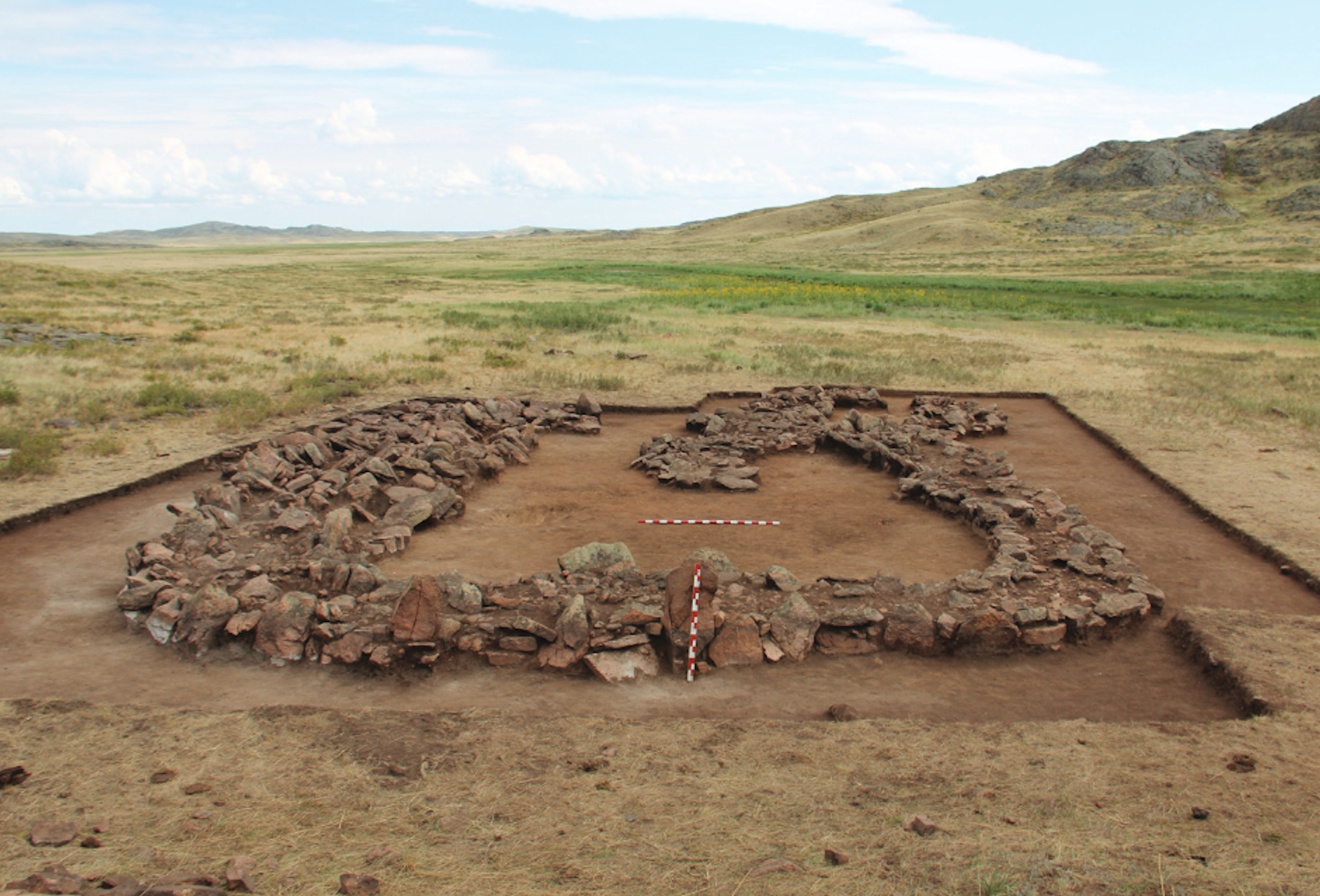
Житло тасмолинської культури, село Тагибайбулак

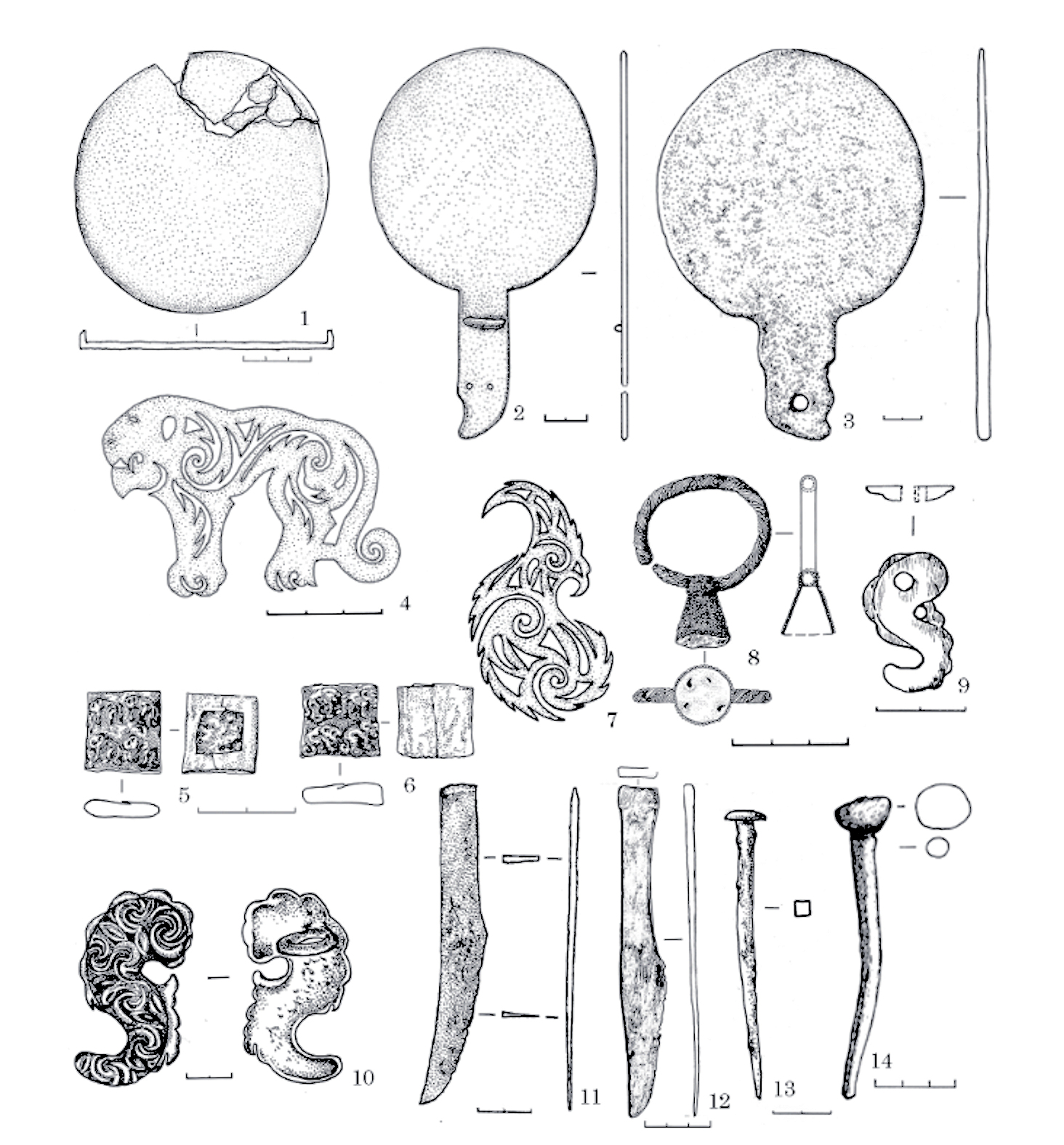
Артефакти тасмолинської культури

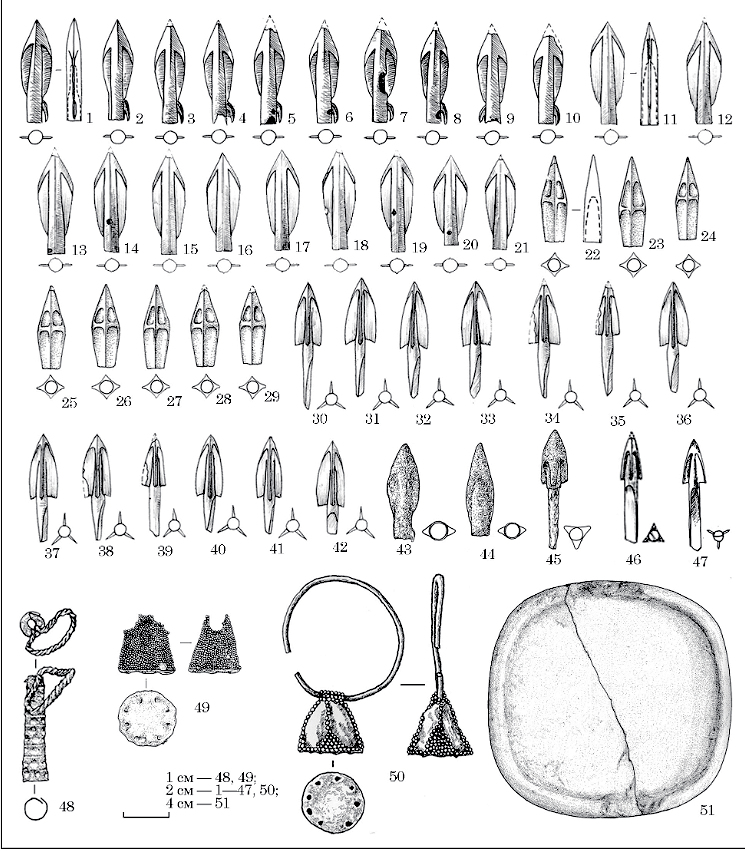
Наконечники та артефакти тасмолинської культури

Тасмолинська культура — археологічна культура, до якої належать пам'ятники Центрального Казахстану епохи раннього заліза. 
Така назва ґрунтується на даних численних археологічних розкопок в урочищі Тасмола.
Епоха раннього заліза Центрального Казахстану датується VII — I ст. до Р. Х. 
Це час поширення особливого типу похоронних споруд на території сучасної Карагандинської області (Казахстан). 
Дослідженням пам'ятників ранньої залізної доби на території Сариарки займався археолог Мір Касимович Кадирбаєв 
.
Традиційно у розвитку тасмолинської археологічної культури виділяють три етапи
:
- ранній (VII—VI ст. до Р. Х.);
- середній (V-III ст. до Р. Х.);
- пізній (III-I ст. до Р. Х.).

А. З. Бейсенов виділив пізній, коргантаський етап (кургани з жертовними відсіками тощо) з низкою аналогій у Сіньцзяні, Монголії, Алтаї; за А. Д. Таїровим, це — мігранти 
.
Головна відмінність пам'яток урочища Тасмола — так звані «кургани з вусами », що набули широкого поширення саме в Центральному Казахстані. 
Попри багатоваріантність даних пам'яток, майже всі вони об'єднані в єдиний архітектурний комплекс: вони представлені головним курганом з похованням та другим курганом, де зазвичай знаходиться поховання коня, і, нарешті, двома дугоподібними кам'яними «вусами», які завжди витягнуті на схід.
Археологи виділяють чотири різновиди таких курганів з «вусами» :
- 1 тип — коли зі східного боку більшого кургану будують один менший курган, а від малого кургану зі східного боку відходить пасмо — «вуса»;
- 2 тип — коли два кургани будуються поруч, у напрямку з півдня на північ, а потім від обох курганів у східному напрямку відходить, схожа на вуса кам'яна дуга;
- 3 тип — коли будується великий курган, а потім на ньому височить інший, менший за розміром; кам'яна дуга будується зі східного боку головного кургану;
- 4 тип — аналогічно 3 типу, за винятком того, що немає чітких меж поділу між великим та малим курганом.

Археологи сходяться на думці, що в елементах комплексу курганів з кам'яними грядами простежуються атрибути солярного (тобто сонячного) культу: "вуси" складені "входом" на схід, до ранкового сонця, жертвопринесення сонячному божеству коня. 
Нерідкі також знахідки прожареного грунту і сліди вогнищ по кінцях кам'яних пасм.
Вивчені пам'ятники визначають західну межу культури в районі гір Улитау, південну — по Північній Бетпак-Далі та Північному Прибалхаш'ю, східну — за пришидертинськими та баянаульськими степами і далі на південь до Шубартубек
.
Розпад тасмолинської культури пов'язують із міграціями у східній частині сарматських археологічних культур, юечжів, усунів, хунну
.

## Знахідки
Характерними знахідками є бронзові наконечники стріл, кинджали та поясні прикраси. 

Бронзові та золоті вироби демонструють вплив попередньої Бегази-Дандибаєвської культури. 

## Антропологія
Антропологічний тип населення — європеоїдний з домішкою монголоїдності в результаті давньої метисації з групами, сформованими на межі лісостепової та степової зон Сибіру. 
Ймовірна наступність носіїв тасмолинської культури з попереднім місцевим населенням епохи пізньої бронзи. 
.

## Палеогенетика
Генетичне дослідження, опубліковане в Nature у травні 2018 року, вивчило останки восьми саків, похованих у центральному степу 900 р. до Р.Х. — 500 р. до Р.Х., більшість з яких відносять до тасмолинської культури. 
Три виділені зразки Y-ДНК належали до гаплогруп R1 (два зразки) та E. 
Вісім вилучених зразків мтДНК належали C4a1a, F1b1, A, H101, C4d , U2e, H10 і U7a4/ 
Визначено, що саки центрального степу мали у генофонді близько 56% генів західних степових скотарів та 44% — південно-сибірських мисливців-збирачів. 
Походження мисливців-збирачів було переважно по батьківській лінії. 
Саки тасмолинської культури мали більшу кількість південно-сибірської домішки мисливців-збирачів, ніж інші народи скіфської культури, включаючи інших саків. 
Було припущено, що саки центрального степу були головним джерелом західноєвразійського походження серед хунну, і що гуни з'явилися через завоювання саків хунну. 